# Botswanská kuchyně

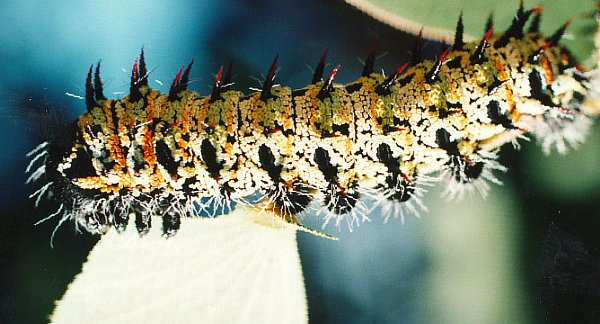
Housenka Mopane

Botswanská kuchyně (též bečuánská kuchyně), je kuchyně typická pro Botswanu a má mnoho společného s dalšími kuchyněmi jižní Afriky (například s kuchyní namibijskou nebo s kuchyní Jihoafrické republiky). Nejdůležitější součástí botswanské kuchyně je setswanská kuchyně, kuchyně domorodého kmene Setswana neboli Tswana. Příslušníci tohoto kmene jedí například housenky druhu mopane Gonimbrasia belina (obsahuje mnoho proteinů) nebo sušené fazolové listy. Hojně se také používá vodní meloun, protože rostlina vodního melounu pochází právě z Botswany. Nejpoužívanější maso je hovězí, Botswana produkuje mnoho kvalitního hovězího masa. Používaná jsou i další masa, hlavně jehněčí, kozí, skopové a kuřecí. Používají se ale také říční ryby. Z rostlin, které zde rostou jsou v botswanské kuchyni používané následující: čirok, kukuřice, pšenice, arašídy, špenát, kukuřice, zelí, cibule, brambory, rajčata, batáty a ledový salát. Z ovoce se používá: datle, marula a vodní meloun. Vodní meloun pochází z Botswany, a roste zde i více druhů melounů, dokonce i pouštní druhy. Většina rostlin se nepěstuje v poušti Kalahari, ale v úrodnějších oblastech u hranic s Jihoafrickou republikou (okolí Gabrone) a v blízkosti řek Okavango, Limpopo a Zambezi. Zelenina se hojně suší, hlavně v soli. Mnoho potravin je do Botswany dováženo.

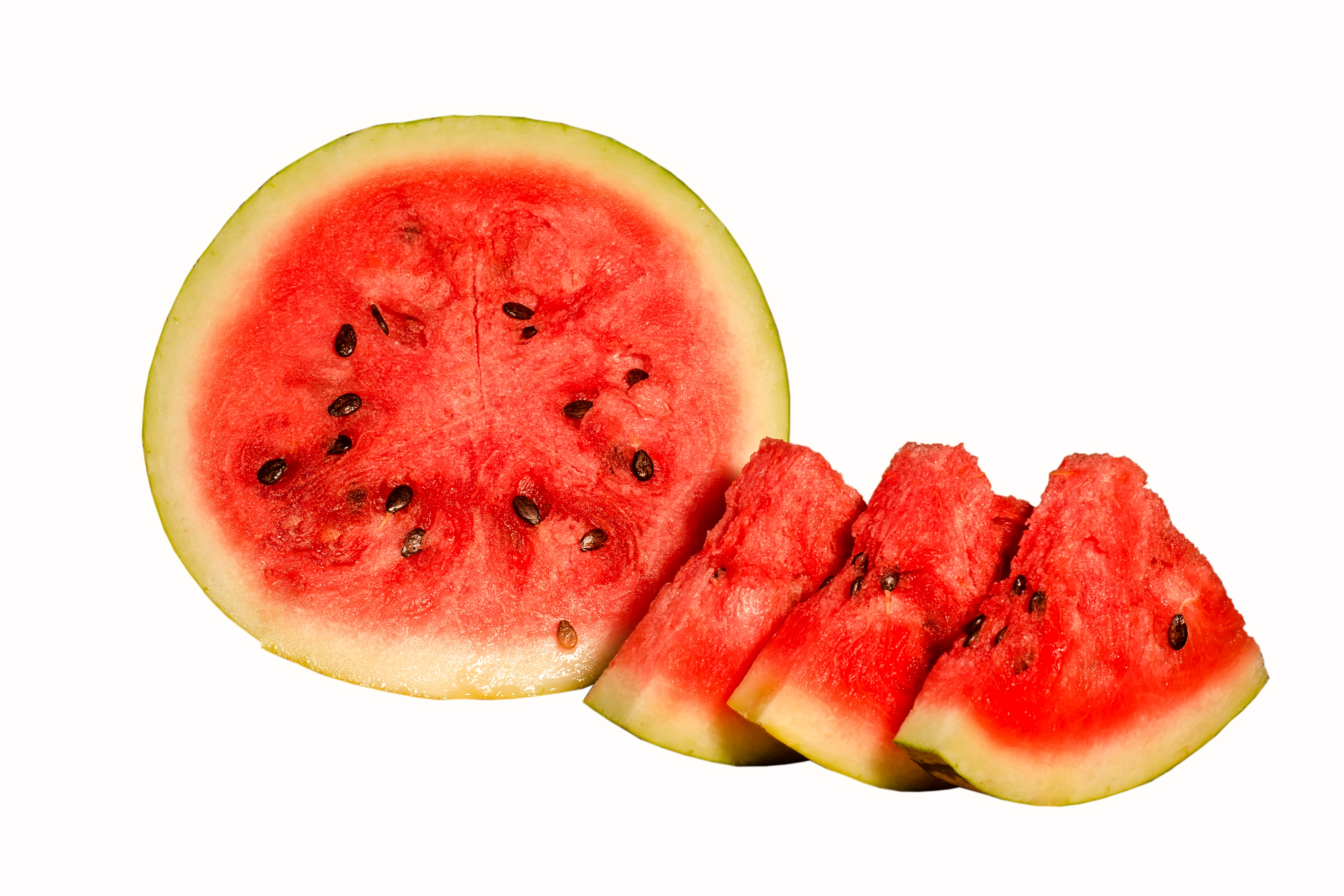
Vodní meloun

## Tradiční botswanská jídla
- Seswaa (též chotlho nebo leswao) – pokrm pro zvláštní příležitosti, připravuje se z hovězího, kozího nebo skopového masa, kdy je maso vařeno až do měkka. Někdy se do tohoto jídla přidávají i kopyta.

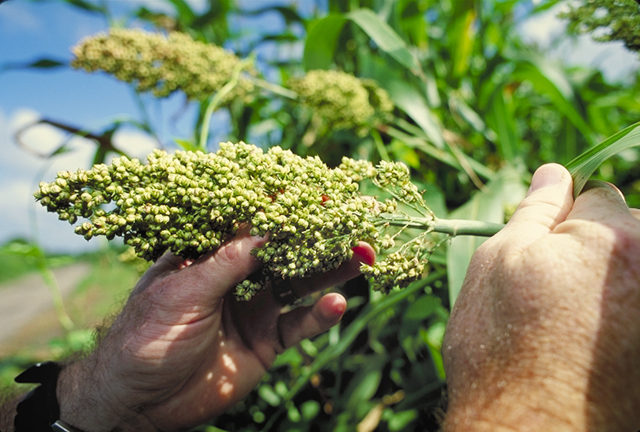
Čirok

- Bogobe – kaše z mouky z čiroku, kukuřice nebo jáhel a vody, pomalu vařená. Někdy se podává jako příloha k zelenině nebo masu.
- Ting – kaše z fermentovaného čiroku, mléka a cukru.
- Tophi – kaše z mouky z čiroku, kukuřice nebo jáhel a kyselého mléka s vařeným melounem, pomalu vařená.
- Vetkoek – kapsa z těsta plněná mletým hovězím masem zalitá sirupem, medem nebo džemem.

V poslední době se do Botswany dováží mouka, ze které jsou vytvářeny následující pokrmy: chléb, knedlíky (matlebekwane) a koláče (diphaphatha nebo magwinya).
Z nápojů se pije pivo, připravuje se ale také kysané mléko (madila), alkoholický nápoj z čiroku (bojalwa ja setswana) nebo nápoj z divokých bobulí khadi.